# Lepanto (cannoniera)
Il Lepanto è stato un posamine, e successivamente una cannoniera, della Regia Marina. Dopo l'armistizio ha prestato servizio nella Marina imperiale giapponese come Okitsu, mentre dopo la fine della seconda guerra mondiale è stata utilizzata dalla Marina della Repubblica di Cina e poi, secondo alcune fonti, nella Marina dell'Esercito Popolare di Liberazione come Sien Ning.

## Costruzione e caratteristiche
Costruito tra il 1925 ed il 1927 nei Cantieri Navali Riuniti di Ancona, il Lepanto apparteneva alla classe Azio, progettata all'inizio degli anni '20 (le navi della classe furono ordinate nel 1924 per il servizio nelle colonie.) dal colonnello del genio navale Francesco Rotundi. Le unità di tale classe avrebbero dovuto servire sia come posamine che come navi coloniali: il loro principale compito sarebbe infatti consistito nella posa di campi minati difensivi nelle acque delle colonie e dei possedimenti italiani in Mediterraneo e Mar Rosso, a difesa delle relative coste. Oltre che alla posa di sbarramenti difensivi sulle rotte d'accesso ai porti italiani, tali unità avrebbero provveduto alla posa di sbarramenti offensivi sulle rotte percorse dal naviglio avversario, ed erano inoltre in grado di essere impiegati come dragamine. Grazie tuttavia alle loro ottime caratteristiche marine, le unità della classe Azio, nel corso degli anni '20 e '30, si rivelarono adatte a numerosi e svariati utilizzi, quali cannoniere, navi scuola, navi coloniali, navi idrografiche o stazionarie in acque straniere (tutti impieghi cui infatti la Lepanto fu adibita), utilizzabili sia in Italia che nelle colonie od in località ancora più lontane.

Una motolancia si avvicina al Lepanto all’ormeggio.

Nel corso della costruzione le unità della classe vennero modificate con l'aggiunta di ulteriori pesi, che ridusse di un nodo (da 16 a 15) la velocità rispetto a quella di progetto, ma che non impedì comunque di utilizzare le unità anche come navi scorta. Essendo state concepite anche per la rappresentanza presso nazioni estere e la permanenza in climi caldi, le unità della classe ebbero un allestimento particolarmente confortevole e curato, anche lussuoso, furono muniti di isolamenti termici (per poter stazionare a lungo in aree con clima tropicale, impedendo il raggiungimento di temperature elevate nei locali interni) e di stazioni radio di notevole potenza. Vi erano inoltre alloggi in eccesso, per poter ospitare altro personale. Grazie al ridotto pescaggio ed alla loro versatilità, le navi potevano anche essere impiegate, all'occorrenza, nella navigazione fluviale.
I posamine della classe Azio avevano tagliamare dritto, un alto bordo libero ed oltre un terzo dello scafo occupato dal castello di prua, a poppavia del quale vi era una grande tuga che raggiungeva la poppa. In corrispondenza dell'estremità anteriore del ponte di castello vi erano plancia, timoniera (che formavano un blocco unico) e controplancia scoperta, su due ponti, a poppavia della quale vi era il fumaiolo, con una leggera inclinazione verso poppa, poi gli osteriggi della sala macchine ed il locale di governo secondario. Vi erano due alberi verticali, a stilo e privi di montanti. Nel sottocastello e nella parte prodiera del ponte di primo corridoio si trovavano i locali per l'equipaggio, mentre a poppavia della sala macchine, sul ponte di primo corridoio, erano sistemati i camerini degli ufficiali e dei sottufficiali di grado più elevato. A centro nave, ai lati del ponte di coperta, vi erano le gru di diverse motobarche ed imbarcazioni utilizzate per servizi vari. Lo scafo era in acciaio dolce Martin-Siemens.
L'apparato motore consisteva in due macchine a vapore verticali a triplice espansione, che, alimentate da altrettante caldaie a tubi d'acqua, sviluppavano la potenza totale di 1500 CV, consentendo una velocità di 15 nodi, alla quale l'autonomia era di 1500 miglia. La suddivisione dell'apparato motore su due assi contribuì positivamente, insieme al disegno dello scafo, dalle caratteristiche molto marine, a conferire agli Azio eccellenti qualità di tenuta del mare e manovrabilità. Mentre Lepanto, Azio e Legnano avevano caldaie alimentate a nafta (75 tonnellate), Dardanelli, Ostia e Milazzo le avevano a carbone (85 tonnellate). Secondo alcune fonti le unità erano in origine provviste anche di velatura ausiliaria: un fiocco di 26 m², una trinchettina di 93 m², una randa di 98 m² ed velaccio di 98 m². Il timone non era compensato.

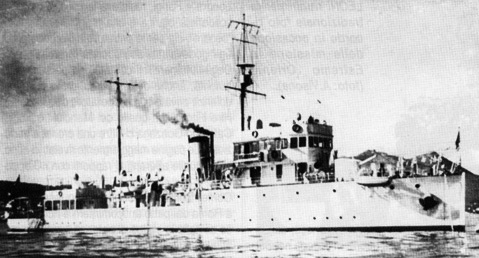
Una fotografia del Lepanto.

L'armamento principale consisteva in due cannoni Terni (od Ansaldo Schneider) 102/35 Mod. 1914, uno situato sul ponte di castello, a proravia della plancia, e l'altro sul cielo della parte di estrema poppa della tuga. Come armamento secondario il Lepanto disponeva di una mitragliera da 40/39 mm (per altre fonti due), mentre sulle altre navi della classe questo era costituito da un cannone contraereo da 76/40 Ansaldo Mod. 1917.  Le navi disponevano delle attrezzature per trasportare e posare 80 mine, per un peso complessivo di 86 tonnellate.
La riuscita degli Azio fu tale che se ne progettò la riproduzione in un maggior numero di unità, con alcune migliorie, ma ciò fu reso impossibile dalla mancanza di fondi. Due unità tipo Azio migliorato, la classe Babr, vennero costruite per la Marina imperiale iraniana. Le linee degli Azio vennero riprese nel 1941, quando vennero progettate le corvette della classe Gabbiano.

## Storia

### Il servizio per la Regia Marina
Nel periodo immediatamente successivo all'entrata in servizio il Lepanto partecipò a crociere con scopi addestrativi.
Nell'ottobre 1928 il posamine fu dislocato a Salonicco quale stazionario. Il 23 febbraio 1929 il Lepanto lasciò l'Italia per una lunga crociera addestrativa: dopo essere transitato nel canale di Corinto, fece tappa in Grecia, Libia ed Egitto, attraversò il canale di Suez, entrò in Mar Rosso e toccò il Corno d'Africa e la Penisola Arabica. Intrapresa la navigazione di ritorno, la nave giunse a Taranto il 10 settembre 1931.
Nel 1931 l'unità venne impiegata come nave idrografica, per portare a termine i rilievi sistematici in acque libiche.

All'inizio degli anni trenta si decise di sostituire, per vetustà, la Sebastiano Caboto, una delle due cannoniere dislocate sui fiumi della Cina a tutela degli interessi italiani (l'altra era l'Ermanno Carlotto). Per rimpiazzare la Caboto venne scelto il Lepanto (per altra fonte, il suo invio in Estremo Oriente ed Oceano Indiano era stato deciso sin dall'entrata in servizio): l'11 novembre 1932, al comando del capitano di fregata Priamo Leonardi, il posamine salpò dall'Italia verso l'Estremo Oriente. Dopo varie soste a Porto Said, Aden, Bombay e Singapore, la nave, seguendo la rotta percorsa solitamente dalle navi di ridotte dimensioni, non adatte ad affrontare la forza dei monsoni delle rotte settentrionali, costeggiò le Filippine e fece tappa a Manila, dove venne accolta trionfalmente dalla locale comunità italiana, poi, dirigendo verso la Cina, s'imbatté in una forte mareggiata, venendo obbligata a puggiare e sostare a San Fernando (Luzon) e poi a restare alla cappa per due giorni ad Amoy. In ultimo il Lepanto incontrò un tifone, superato grazie alle sue buone caratteristiche ed all'abilità dell'equipaggio. La nave giunse infine a Shanghai il 10 marzo 1933 (per altre fonti nel 1934 o nel 1935), operando in Cina, ed in particolare sullo Yangtze, per i sette anni successivi, venendo utilizzata principalmente come cannoniera. Nel dicembre del 1933 la nave fu presente alla visita di Guglielmo Marconi alla locale comunità italiana.

Il Lepanto fotografato nel 1934.

Nella notte tra il 9 ed il 10 ottobre 1934 l'unità, che si trovava alla fonda a Kichow, venne speronata dal piroscafo britannico Hopecrag, causa una manovra sbagliata effettuata da tale nave discendendo il fiume. La Lepanto subì alcuni leggeri danni a prua.
Sul finire del 1934 la Lepanto effettuò crociere costiere e fluviali di breve durata, per le quali era particolarmente indicata, proteggendo così, con la propria presenza, i cittadini italiani e le missioni cattoliche (la Cina era scossa da continui conflitti interni, e la sicurezza era molto scarsa), specie laddove le navi maggiori non potevano giungere. Rientrata a Shanghai il 26 novembre 1934, la cannoniera vi stazionò sino ad inizio febbraio 1935, mentre in marzo risalì lo Yangtze sino ad Hankow. Trascorsi a Shanghai aprile e maggio, la Lepanto riprese il mare toccando Chemulpo, Dairen, Taku, Ching-uan-tao, Ce-fu, Wei-hai-wei e Tsingtao, facendo ritorno a Shanghai il 24 agosto. La nave rimase poi nel porto cinese sino a febbraio 1936, per lavori di grande manutenzione, dopo di che, atteso il miglioramento del vento e della corrente (lasso di tempo trascorso compiendo esercitazioni e prove di tiro), risalì lo Yangtze. Dopo aver sostato a Nanchino per le feste natalizie, venendo visitata dall'ambasciatore italiano, la Lepanto tornò a Shanghai nel mese di aprile, poi, invece di compire una crociera estiva, fu stazionaria per alcuni mesi a Tsingtao, facendo ritorno a Shanghai nel settembre 1936.
Dopo la partenza, nel corso dello stesso 1935, dell'esploratore Quarto, la Carlotto ed il Lepanto rimasero per due anni le uniche navi italiane in Cina, attive principalmente sullo Yangtze, sullo Huangpu ed a Shanghai. Dal 1937 al 1938, mentre scoppiava la seconda guerra sino-giapponese, venne inviato in Estremo Oriente, quale nave comando, l'incrociatore leggero Raimondo Montecuccoli, sostituito, dal 1938 al 1939, dal Bartolomeo Colleoni.

La nave ormeggiata a Shanghai nei mesi autunnali del 1937.

Il 7 luglio 1937, in seguito all'incidente del ponte di Marco Polo, parte degli equipaggi di Lepanto e Carlotto formarono un distaccamento con compiti di difesa degli interessi italiani in Cina, al quale si aggiunse poi il Battaglione San Marco di Tientsin; tali reparti presidiarono le concessioni internazionali di Shanghai per difenderle dall'avanzata giapponese nella battaglia che portò all'occupazione nipponica della città, tra settembre e novembre del 1937. Il comandante della Lepanto, capitano di fregata Vittorio Bacigalupi, fu posto al comando del primo distaccamento formato con gli uomini delle due cannoniere.

Secondo altre fonti, verosimilmente erronee, la Lepanto lasciò l'Italia all'inizio del settembre 1934, toccò Egitto, Eritrea, India ed Indocina e poi, giunta nel Mar Giallo, raggiunse Tientsin, trascorse due anni e mezzo spostandosi tra Cina, Corea e Giappone, nelle acque costiere del Mar Giallo e del Mar Cinese, tra Tientsin, Shanghai, Nanchino e Tokyo, tutelando i cittadini italiani qualora vi fossero pericoli, lasciando la Cina il 9 settembre 1936 e tornando a Taranto. 

La Lepanto a Shanghai nella seconda metà del 1937. Dietro la nave si intravedono i fumaioli della cannoniera Carlotto. In secondo piano è ormeggiato l’avviso coloniale francese D'Entrecasteaux.

Durante la permanenza a Shanghai, la locale comunità italiana omaggiò ufficiali e sottufficiali della Lepanto di un «Ricordo della Campagna in Estremo Oriente», ricamato a mano su seta. Nel 1937-1938 la cannoniera fu più volte sul fiume Huangpu. Il 10 aprile 1937 la Lepanto arrivò a Shanghai, da dove ripartì il 14 aprile, giungendo a Nanchino l'indomani e ripartendone il 22 aprile per Kichow, ove giunse due giorni più tardi. Il 26 aprile la cannoniera lasciò Kichow per Hankow, dove arrivò in giornata, e da dove ripartì il 2 maggio, dopo di che toccò Juijiang (2 maggio), Woosog (arrivo il 7 maggio, partenza il 9), Fuzhou (arrivo il 14 maggio, partenza il 17) ed infine, il 19 maggio, fece ritorno a Shanghai, da dove ripartì il 6 luglio, arrivando a Tsingtao due giorni dopo. Lasciata Tsingtao il 15 luglio, la Lepanto giunse a Chingwantao il 17 del mese, ripartendone solo il 10 agosto per Dalian, dove giunse il giorno seguente. Giunta poi a Weihai il 13 agosto, la nave ne ripartì tre giorni dopo, tornando a Tsingtao il 17 agosto, ripartendone il 20 ed arrivando infine a Shanghai il 22, ma ripartendone già il 25. 

La cannoniera sul fiume Huangpu nell’estate del 1938, attorniata da imbarcazioni cinesi intenzionate a vendere i propri prodotti ai marinai occidentali.

Il 30 ottobre 1937 la Lepanto arrivò ad Hong Kong, da dove ripartì l'11 novembre per Haiphong, giungendovi il 14 novembre; il 18 dello stesso mese la nave arrivò a Xiamen, da dove ripartì in giornata, arrivando a Shanghai il 29 novembre. Nell'ottobre 1938 la nave compì una crociera in Giappone, toccando Tokyo, Kyoto e Yokohama.
Entro il settembre 1939, nell'imminenza dello scoppio della seconda guerra mondiale, furono fatti rientrare in Italia il Colleoni e tutti i reparti della Regia Aeronautica, della Guardia di Finanza e dei Carabinieri: in Cina rimasero solo Lepanto e Carlotto, di base a Shanghai, ed il presidio di terra del Battaglione San Marco. Con il ritorno in patria del Colleoni, la nave di bandiera del Comando Navale Estremo Oriente divenne la Lepanto.

#### La seconda guerra mondiale e l'armistizio
Dal 10 giugno 1940, data dell'entrata in guerra dell'Italia, all'8 settembre 1943, data dell'armistizio con gli Alleati, la Lepanto e la Carlotto stazionarono pressoché inattive a Shanghai (dove venne internato, dal giugno 1940, anche il transatlantico Conte Verde), senza prendere parte a nessun'azione bellica. Comandava la Lepanto il capitano di fregata Vittorio Bacigalupi.
Nella primavera del 1942 l'armamento della Lepanto venne rinforzato con l'aggiunta del cannone poppiero da 76/40 mm della Carlotto, trasferito sull'altra unità insieme alle relative munizioni.

La Lepanto ai lavori in un bacino di carenaggio di Shanghai.

 Nel gennaio 1943 si progettò di inviare la cannoniera a Phuket, in Thailandia, per tentare di salvare tre mercantili là rimasti bloccati allo scoppio della guerra – le motonavi Volpi e Sumatra ed il piroscafo XXVIII Ottobre – e successivamente autoaffondatisi, ma la Lepanto venne trovata inadatta alla missione.
Alla data dell'armistizio, l'8 (in Cina il 9) settembre 1943, la Lepanto era ormeggiata alle boe antistanti la Concessione francese di Shanghai, affiancata, lato dritto contro lato dritto, alla Carlotto, che aveva la prua rivolta verso nord (la Lepanto, perciò, l'aveva rivolta verso sud). Comandante della nave era il capitano di corvetta Giuseppe Morante, mentre il comandante in seconda, tenente di vascello Guglielmo Stevens, si trovava temporaneamente al comando del locale distaccamento del Battaglione San Marco, in sostituzione del comandante titolare, il maggiore medico Del Pra, che era temporaneamente assente.
Il 9 settembre 1943 (in Italia, per via del fuso orario, era ancora l'8) il capo di Stato Maggiore della Regia Marina, ammiraglio Raffaele De Courten, ordinò a tutte le navi italiane in Estremo Oriente, mediante un telegramma «PAPA» (Precedenza Assoluta sulle Precedenze Assolute), di raggiungere un porto neutrale o, se ciò non fosse stato possibile, di autoaffondarsi. Dato che le tre navi a Shanghai non potevano raggiungere un porto neutrale, il capitano di vascello Giorgio Galletti, che sostituiva il parigrado Prelli, comandante in capo delle forze navali italiane in Cina, che si trovava al momento in Giappone, ne dispose l'autoaffondamento. Per primo si autoaffondò il Conte Verde, abbattendosi su un fianco, e subito dopo, tra le 7 e le 7:30, anche la Lepanto e la Carlotto procedettero all'autoaffondamento. L'affondamento delle tre navi fu salutato dagli equipaggi con il saluto alla voce, ripetuto tre volte.

La Lepanto, a destra, e la Carlotto alla fonda sullo Yangtze sul finire degli anni Trenta.

Alle 2.10 (o 3) di notte del 9 settembre, infatti, Morante venne informato dal capitano di vascello Galletti dell'armistizio. Il comandante della Lepanto ordinò pertanto all'unico ufficiale rimasto sulla Lepanto (essendo Stevens a terra con il battaglione San Marco, mentre il maggiore commissario Benenti, unico altro ufficiale, si trovava in Giappone con il capitano di vascello Prelli), il direttore di macchina della cannoniera, capitano del genio navale Rodolfo Brusadin, di cifrare e trasmettere due telegrammi scritti da Galletti: nel primo si comunicava l'armistizio, raccomandando di mantenere la disciplina, e nel secondo di tenere il personale a bordo delle navi ed all'interno delle caserme. Alle quattro del mattino la stazione radio della Lepanto, attivata per tale scopo, intercettò il proclama di Pietro Badoglio, che annunciava l'armistizio, ed alle 5 (per altre fonti alle 6:10) il comandante Morante ed il comandante della Carlotto, tenente di vascello De Leonardis (convocato sulla Lepanto all'arrivo di Galletti), intercettarono e decifrarono l'ordine di Supermarina, che disponeva l'autoaffondamento delle unità che non potessero raggiungere un porto neutrale od alleato («Da Supermarina a Comando Superiore Navale E. O. – Tutte le navi italiane che non possono raggiungere porti inglesi od americani siano immediatamente autoaffondate»). Alle 5:15 Morante ordinò a Brusadin di iniziare i preparativi per l'autoaffondamento; frattanto tornò a bordo Galletti, che, aggiornato da Morante sulle ultime vicende, confermò l'ordine di autoaffondamento (le due cannoniere disponevano di nafta sufficiente solo ad allontanarsi di poco da Shanghai, e tale distanza sarebbe stata troppo ridotta per evitare ricerche da parte di unità giapponesi, anche in considerazione della ridotta velocità e delle scarse qualità nautiche delle due navi), che sarebbe dovuto avvenire dopo la distruzione degli archivi segreti, dei fondi e del personale non necessario all'autoaffondamento. Assistito dal capo meccanico di terza classe Umberto Menegatti, Brusadin preparò e provò l'allagamento della sala macchine e dei due depositi orizzontali, aprendo tutta la portelleria, sia orizzontale che verticale.  Morante ordinò poi a Brusadin di distruggere l'archivio segreto col fuoco (ma non è certo che l'ordine sia stato effettivamente eseguito) ed al capo furiere di terza classe Tripepi di ritirare la valuta contenuta nella cassaforte e tenersi pronto ad andare al consolato, dopo di che s'imbarcò su un motosampan insieme a Galletti, che gli disse di raccontare ai giapponesi che l'ordine di autoaffondamento proveniva da Roma e da lui (Morante). Il comandante della Lepanto, giunto a terra, salì sul Conte Verde ed ordinò al comandante del transatlantico, capitano di corvetta Chinca, di autoaffondare la nave quando la cannoniera avesse alzato il segnale «Alfa», e di dire ai giapponesi che l'ordine era stato dato da Roma e da Morante stesso (Chinca chiese se l'ufficiale avesse un ordine scritto, e Morante replicò che il segnale Alfa sarebbe rimasto a riva a testimoniare l'ordine). Galletti lasciò la cannoniera alle sei del mattino.

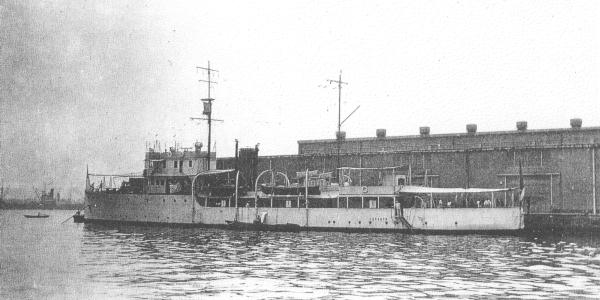
La Lepanto a Yokohama il 18 aprile 1938.

Tornato sulla Lepanto, Morante dispose l'assemblea generale: durante tale riunione, durata pochi minuti, Brusadin, prevedendo le conseguenze, cercò di convincere il comandante a non autoaffondare la nave, e De Leonardis chiese a Morante di discutere la situazione, invece che procedere immediatamente ad autoaffondarsi. Morante ordinò comunque di avviare l'autoaffondamento ed alzare a riva la bandiera (De Leonardis chiese quindi a Morante di informarlo del momento in cui la Lepanto si sarebbe autoaffondata, in modo da evitare incidenti, dato che le navi erano ormeggiate fianco a fianco); poi, a parte, ordinò al capo Menegatti di occuparsi di persona dell'autoaffondamento. Brusadin, assistito da Menegatti, aprì pertanto tutte le valvole per l'allagamento, e poi anche il portello di visita dei condensatori. Il comandante della nave si recò poi a poppa, dove diresse le operazioni di messa a terra degli equipaggi di Lepanto e Carlotto: lo sbarco doveva avvenire in modo da non insospettire le autorità giapponesi, e Morante ebbe non pochi problemi, considerata la carenza di mezzi e la volontà degli equipaggi di sbarcare al più presto. La Lepanto, intanto, mentre gli interni si allagavano con rapidità, sbandò lentamente sul lato di dritta, fino ad andare in forza sulla Carlotto, poi tornò in assetto, continuando ad affondare con grande lentezza: notando che il Conte Verde si stava rovesciando, e temendo che militari giapponesi potessero salire entro poco tempo, Morante disse a Brusadin di essere intenzionato ad incendiare la cannoniera, se non fosse affondata entro alcuni minuti. Il comandante sbarcò per ultimo, essendo l'acqua arrivata a poche dita dagli oblò, ed avendo Brusadin assicurato che sarebbe affondata da un momento all'altro; giunto a terra, tuttavia, Morante sbarcò Brusadin, il nostromo ed i due sottufficiali di guardia (Menegatti ed un sergente meccanico), ordinando loro di raggiungere il consolato italiano, raggiunse il Conte Verde con il motosampan, dirigendo lo sbarco delle donne dell'equipaggio, e poi fece ritorno alla Lepanto per incendiarla, dato che la cannoniera era ancora a galla. Insieme a lui venne anche De Leonardis, dato che neppure la Carlotto sembrava in procinto di affondare. Appena giunto, tuttavia, Morante vide che l'acqua stava iniziando a riversarsi all'interno dagli oblò poppieri, quindi rinunciò al proprio proposito: la cannoniera stava sbandando pericolosamente, obbligando entrambi i comandanti ad abbandonare le rispettive navi a tornare sul motosampan. Poco dopo, infatti, la Lepanto impennò improvvisamente la prua, ruppe gli ormeggi con la Carlotto e si abbatté sul lato sinistro, affondando. Erano circa le sette del mattino. Tutta l'operazione, dall'apertura delle valvole alla completa sommersione, aveva richiesto alcuni minuti. Morante tornò poi sul Conte Verde, dove venne arrestato dai militari nipponici insieme al comandante Chinca ed al direttore di macchina del piroscafo, Mayer. L'autoaffondamento della Lepanto impedì quello della Carlotto: la Lepanto, affondando, si appoggiò infatti sul fondale abbattuta sul fianco sinistro, mentre il lato di dritta (del quale rimase affiorante il fanale di via) si venne a trovare sotto la carena della Carlotto, che vi si era appoggiò sopra, non potendo così affondare ulteriormente.
Tutto il personale, come ordinato, si concentrò nel cortile dell'edificio dell'ambasciata italiana, accompagnato da Brusadin. Dopo la cattura, il comandante Morante (che nel pomeriggio, scortato da militari giapponesi, venne portato, insieme a De Leonardis, nella caserma ove erano stati concentrati gli altri uomini), gli ufficiali e gli equipaggi della Lepanto e della Carlotto ed il reparto del Battaglione San Marco di stanza a Shanghai vennero dapprima radunati e disarmati e quindi temporaneamente internati nella caserma del San Marco nella Robinson Road. Tra l'11 ed il 12 settembre alcuni ufficiali, tra cui Morante e Brusadin, ed un sottufficiale, il capo meccanico Camiciottoli (direttore di macchina della Carlotto), vennero separati dal resto del personale, trasportati nella prigione di Hannen Road e quindi sottoposti a vari interrogatori, tesi a cercare di provare che l'autoaffondamento fosse stato organizzato prima del 9 settembre. Il resto dell'equipaggio della Lepanto, nella quasi totalità, al pari di quello della Carlotto e degli uomini del Battaglione San Marco (ed esclusi quasi tutti gli ufficiali, tranne il tenente di vascello Stevens ed alcuni altri), accettò di collaborare con le forze giapponesi, aderendo alla Repubblica Sociale Italiana e partecipando, come lavoranti civili (e disarmati), alle operazioni di pulizia della recuperata Lepanto. Brusadin, infatti, lasciato il carcere, venne condotto in un altro edificio occupato dalle forze giapponesi, il Navy YMCA, dove fu più volte interrogato su dei particolari costruttivi della Lepanto; l'8-10 novembre 1943 la Lepanto, recuperata e riparata, fu portata in bacino di carenaggio, ed il 15 novembre Brusadin e 70 marinai furono portati in cantiere ed assegnati alla pulizia e rimessa in efficienza della nave, proseguendo sino al 30 novembre. Il 23 gennaio 1944 Brusadin venne incarcerato insieme a Morante ed altri ufficiali. Il 2 dicembre 1943, nel frattempo, due sottufficiali (anch'essi aderenti alla RSI, ma giudicati responsabili degli autoaffondamenti), tra cui Menegatti della Lepanto, vennero anch'essi incarcerati nella prigionieri di Hannen Road insieme agli ufficiali, ai quali riferirono dell'accaduto. Morante, Brusadin e Menegatti, insieme a diversi ufficiali, rimasero nel carcere di Hannen Road sino al 6 aprile 1944, quando furono trasferiti nel campo di prigionia di Kiangwan, dove successivamente vennero inviati altri ufficiali e marinai, tra cui anche il maggiore Dal Pra. Il 9 maggio 1945 i prigionieri furono trasferiti a Feng-tai, vicino a Pechino, e tra giugno e luglio vennero divisi tra i campi di Omori (Tokyo) e Kawasaki. Dopo la liberazione, avvenuta il 30 agosto 1945, i prigionieri, tra cui Morante, vennero trasferiti più volte tra località del Giappone e dell'Oceano Pacifico controllate dalle forze statunitensi e navi ospedale, venendo anche accidentalmente dichiarati, nel settembre 1945, prigionieri degli Stati Uniti (essendo stati scambiati con quanti avevano collaborato con le forze nipponiche) e potendo infine essere rimpatriati con la motonave olandese Weltevreden, che lasciò Honolulu il 13 gennaio 1946 e giunse a Napoli un mese più tardi (Morante raggiunse invece la propria famiglia in Cina, anch'essa liberata dalla prigionia). Il resto dell'equipaggio della Lepanto (al pari del restante personale militare italiano in Estremo Oriente), dopo la fine della guerra e la liberazione, venne rimpatriato a bordo dei mercantili Marine Falcon (statunitense) e Sestriere (italiano) nel gennaio-febbraio 1947. Morante, per il suo ruolo nell'autoaffondamento, venne decorato con la Medaglia d'argento al valor militare.

### Il servizio sotto bandiera giapponese e cinese
La nave venne recuperata l'8 novembre 1943 dal 1° Dipartimento Costruzioni della Marina giapponese a Shanghai. Terminati i lavori di riparazione e ricostruzione nel febbraio 1944 (altre fonti collocano erroneamente il suo recupero in questo mese), la Lepanto entrò in servizio il 1º marzo nella Marina imperiale giapponese con il nome di Okitsu (in giapponese 興津), venendo quindi inviata nei cantieri della Mitsubishi Heavy Industries per imbarcare il nuovo armamento, concludendo i lavori il 14 maggio 1944. Il nuovo armamento risultò essere composto da un cannone da 76/40 mm Tipo 11 e quattro mitragliere binate da 25/60 mm Type 96, oltre a due lanciabombe di profondità Tipo 94 e due scaricabombe di profondità con una scorta di 36 cariche. Secondo altre fonti, invece, la nave venne armata con due cannoni contraerei da 7,62 mm L40 e dieci mitragliere contraeree da 25 mm Tipo 96, oltre al citato armamento antisommergibile, e venne inoltre equipaggiata con un sonar ed un idrofono Tipo 93. Il dislocamento standard aumentò a 700 tonnellate, e l'equipaggio venne incrementato, giungendo a comprendere 184 uomini (per altre fonti rimase a 66 uomini). La velocità risultò ridotta di un nodo. La nave fu registrata nella Marina giapponese nel Distretto Navale di Sasebo (o Yokosuka); assunse il comando della nave, assegnata alla Flotta di Base del Settore di Shanghai (Flotta del Settore della Cina), il tenente di vascello (poi promosso capitano di corvetta) Hamazaki Chotaro.
Il 14 maggio 1944 l'Okitsu iniziò l'addestramento per il servizio di scorta. Essendosi manifestati gravi problemi nel funzionamento della nave, ad inizio giugno 1944 venne convocato in cantiere l'ex direttore di macchina Brusadin, davanti ad una commissione mista militare e civile: l'ufficiale italiano spiegò di aver a sua volta incontrato tali problemi, ma di non aver mai potuto risolverli. Dal 5 al 14 giugno 1944 la Okitsu scortò il convoglio «Ta 605» da Shanghai a Keelung (Formosa). Dal 24 al 30 giugno la nave scortò il convoglio «Ta 46» da Shanghai a Keelung o Kaohsiung.
Alle 10:25 del 3 luglio la cannoniera lasciò Saei (Formosa) insieme al cacciatorpediniere Hasu, scortando il convoglio 3311 (Tsoying-Moji), composto dai mercantili Chohakusan Maru, Koryu Maru, Setsuzan Maru, Shozan Maru, Daiichi Maru, Fukuei Maru, Kaiko Maru, Nichizui Maru, Peking Maru, Yoko Maru, Daikyu Maru, Shoho Maru e Toyo Maru N. 5. Alle sette del mattino del giorno successivo la Yoko Maru si separò dalle altre navi, dirigendo su Keelung, e più tardi nella stessa
giornata la Shoho Maru ebbe problemi di macchina e rimase indietro. Alle 5:45 del 6 luglio il sommergibile statunitense Sealion silurò ed affondò il Setsuzan Maru in posizione 29°57' N e 122°51' E. All'1:30 del 10 luglio l'Okitsu si mise all'ancora nelle acque di Shanghai.
L'11 luglio, alle sei del mattino, la cannoniera ripartì da Shanghai, giungendo a Seito (Tsingtao) alle 10:40 del 19 luglio, e ripartendone alle dieci del 20 luglio. Alle cinque di pomeriggio del 25 luglio la nave arrivò a Moji.
Il 2 ottobre 1944 l'Okitsu giunse a Sasebo. Una settimana più tardi il comandante Hamazaki dovette essere ricoverato in ospedale, venendo quindi temporaneamente sostituito dal capitano di corvetta Tadayoshi Sugiyama; la cannoniera salpò da Sasebo il giorno stesso. L'indomani l'Okitsu venne assegnata alla 24ª Divisione Cannoniere, e tre giorni dopo scortò un convoglio costiero di medie dimensioni a Shanghai. Il 1º novembre il tenente di vascello Hamazaki riassunse il comando della nave, ma il 5 febbraio 1945 venne destinato ad un nuovo incarico a bordo del cacciatorpediniere Kaki, pertanto, il 13 febbraio, fu sostituito al comando della Okitsu dal capitano di corvetta Hijioka Torajiro.

Il 21 marzo 1945 la cannoniera venne attaccata e gravemente danneggiata da una formazione di sei bombardieri Consolidated B-24 Liberator della 14th Air Force, al largo di Capo Hung Hua (Indocina), nel Mar Cinese meridionale. Il 7 aprile la nave salpò da Shanghai da sola, e dal 17 al 27 scortò il convoglio «Mo 705» da Shanghai a Sasebo. Nell'arsenale di Sasebo la Okitsu venne poi sottoposta a lavori d'installazione di un radar. L'11 maggio la nave lasciò Sasebo trasportando a Shanghai il personale destinato ad armare un tipo di barchino esplosivo, lo «Shinyo»: il personale era assegnato alla 52ª Unità Shinyo nelle isole Zhoushan nella baia di Hangzhou. Dieci giorno dopo la nave lasciò Shanghai insieme al cacciasommergibili CH 38 alla volta di Tsingtao, scortando il convoglio «SE 27», composto dai mercantili Neiha Maru, Kosho Maru e Koa Maru: il convoglio giunse a destinazione l'indomani. Il 27 maggio l'Okitsu ed il CH 38 lasciarono Tsingtao scortando il convoglio «SHI 103», formato dagli stessi mercantili dell'andata più il Chohei Maru: le navi giunsero a Shanghai alle 13:15 del 29 maggio.

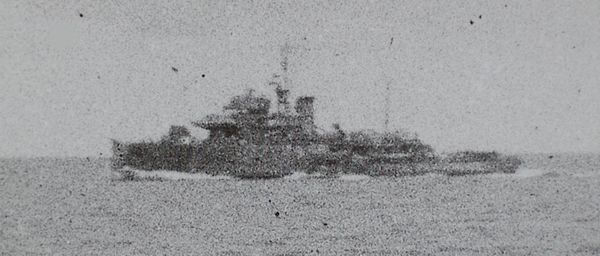
LOkitsu durante la scorta al convoglio «ShiSe 603», nel Mar Cinese orientale, il 18 giugno 1945.

Nel giugno 1945 l'Okitsu venne sottoposta a lavori di riparazione e sistemazione, lavori terminati i quali, tra giugno e luglio, la nave scortò numerosi convogli tra Shanghai e Tsingtao. Il 17-18 giugno la nave scortò il convoglio «ShiSe 603» da Shanghai a Tsingtao, ed il 17 luglio abbatté, durante un attacco aereo su Shanghai, tre caccia North American P-51 Mustang ed un bombardiere North American B-25 Mitchell.
Il 15 agosto 1945 la cannoniera, mentre si trovava nell'arcipelago di Zhousan, ricevette la notizia della conclusione del conflitto. Il 9 settembre, con la formale resa delle truppe nipponiche in Cina, anche la Okitsu si arrese, venendo radiata, il 30 settembre, dai quadri della Marina imperiale giapponese. Ceduta nel 1946 alla Marina cinese nazionalista, la nave venne ribattezzata Sien Ning (in cinese 咸宁) o Hsien Ning (secondo un'ulteriore versione, Siang Ning o Hsienning).

Secondo altra versione, terminato il conflitto, la Okitsu passò sotto il controllo delle forze cinesi il 15 agosto 1945, a Zhousan, entrando in servizio nella Marina della Cina nazionalista con il nome Sien Ning (per altra fonte Yen Ning.) Altre fonti collocano la resa all'agosto 1945 e l'incorporo nella Marina cinese come Sien Ning nel 1946, ed altre affermano che la nave, nell'agosto 1945, si arrese non alle forze cinesi, ma a quelle statunitensi. 

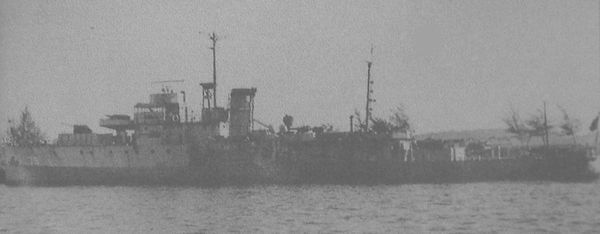
La Hsien Ning in servizio per la Marina della Repubblica di Cina

. Secondo un'ulteriore versione, la cannoniera si arrese alle forze cinesi il 15 settembre 1945, entrando in servizio nella Marina cinese nel 1946. Classificata fregata, la nave venne armata con due cannoni da 76,2 mm, due mitragliere contraeree da 27 mm e quattro da 20 mm.
Secondo alcune fonti, nel 1949, in seguito alla sconfitta della Cina nazionalista da parte delle forze comuniste di Mao Tse-tung, la Sien Ning, insieme ai resti della flotta cinese nazionalista, si trasferì a Formosa. Per altra versione, probabilmente erronea, nel 1949 la cannoniera fu catturata dalle forze cinesi comuniste, entrando quindi in servizio nella Marina della Cina Popolare.
Nel luglio 1950 la Sien Ning catturò un mercantile britannico. Radiata nel 1956, la nave venne avviata alla demolizione nello stesso anno.